# Sebastian Hartmann

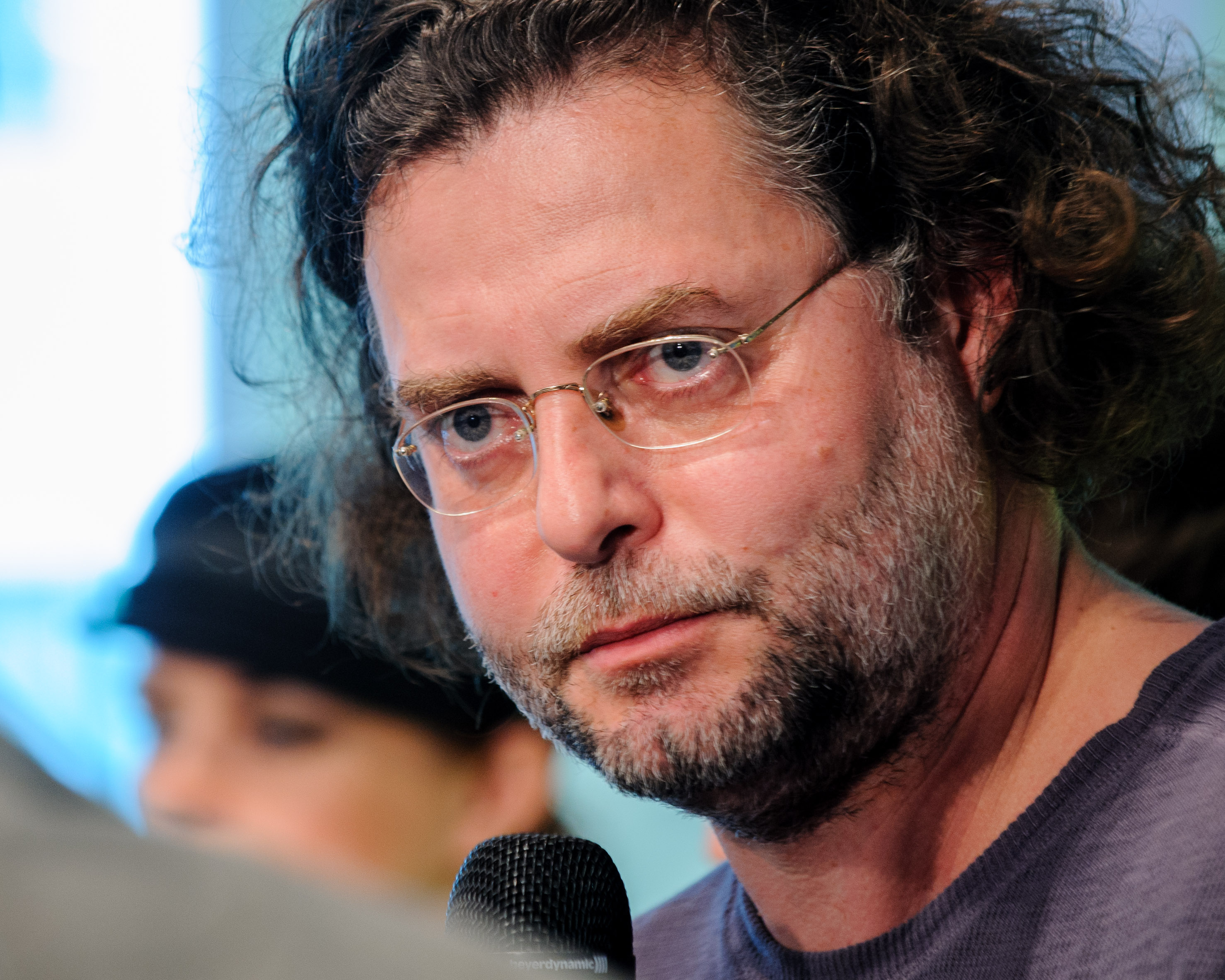

Sebastian Hartmann, född 1968 i Leipzig, är en tysk teaterregissör.
Hartmann studerade drama vid Teaterhögskolan i Leipzig, var 1991–1993 verksam vid Deutsches Nationaltheater Weimar, och 1993–1994 vid Carroussel-Theater i Berlin. 1998 grundade han en oberoende teatergrupp, wehrtheater hartmann. Sedan dess har han satt upp pjäser bland annat på Jena Theaterhaus, Theater unterm Dach i Berlin, Berliner Volksbühne, Hamburg Schauspielhaus och teatrar i Göttingen, Köln, Basel och Wien. Sedan 2008 leder han teatern Schauspiel Leipzig.
Hartmann har flera gånger bjudits in till norska Nationaltheatrets Ibsen-festival. Vid 2010 års festival uppmärksammades hans Ibsenmaskinen, ett collage av scener från olika Ibsen-pjäser.